# 蛇のひと
『蛇のひと』（へびのひと）は、日本のテレビドラマおよび日本映画。ギャラクシー賞テレビ部門2010年3月度月間賞受賞。
2009年3月に受賞した『第2回WOWOWシナリオ大賞』受賞作品を映像化した、三好晶子脚本によるヒューマンサスペンスドラマ。三好晶子は本作で脚本家デビューした。監督は『重力ピエロ』の森淳一、主演は『人のセックスを笑うな』の永作博美。2010年3月7日に「ドラマW」でテレビ放送され、同年9月25日より角川シネマ新宿ほかで1週間限定で劇場公開された。

## ストーリー
ある日、ベテランの独身OLの三辺陽子が会社に行くと、会社では伊東部長が自殺をし、また今西課長が失踪していた。今西には1億円横領の疑いがかかっており部下であった陽子に彼の行方を捜すよう会社に命令されたが、彼の過去を追い彼に人生を狂わせられた人たちの話を聞くうちに、「いい人」と思われていた今西がいったいどんな人物であったのか判らなくなっていく。

## キャスト
- 三辺陽子（商社営業事務・独身OL） - 永作博美
- 今西由起夫（商社課長、失踪） - 西島秀俊
- 今西の幼なじみ - 板尾創路
- 島田剛（漫画家の卵、今西の隣人） - 劇団ひとり
- 田中一（今西を探す社員） - 田中圭
- 里中（今西の元同僚） - 勝村政信
- 柴田（河井）のりこ（保険勧誘員、今西の友人と結婚するが離婚） - ふせえり
- 里中の妻（パート勤務） - 佐津川愛美
- 原田（予備校講師、妻と愛人の3人暮らしで生徒と不倫） - 北村有起哉
- 原田の妻 - 奥貫薫
- 功太夫（義太夫の師匠） - 河原崎建三
- 今西の母 ‐ 遠山景織子
- 伊東部長（今西の上司、自殺） - 國村隼
- 陽子の婚約者（地方工場経営） - ムロツヨシ
- 伊東牧子（伊藤部長の妻） - 石野真子

## スタッフ
- 監督 - 森淳一
- 脚本 - 三好晶子
- プロデューサー - 釜谷正一郎、松永綾、守屋圭一郎
- 撮影 - 中山光一
- 照明 - 保坂温
- 美術プロデューサー - 津留啓亮
- 録音 - 田中博信
- 装飾 - 西渕浩祐
- ポストプロダクションマネージャー - 宮田三清
- 編集 - 浦浜昌二郎
- 音響効果- 山口将史
- スクリプター - 皆川悦子
- 助監督 - 塩入秀吾
- 制作担当 - 山下秀治
- 音楽プロデューサー - 志田博英
- 音楽 - 中島靖雄
- 制作協力 - ROBOT
- 製作著作 - WOWOW
- 提供 - ソニー・ピクチャーズ・エンタテインメント、WOWOW
- 配給 - 角川シネプレックス